# Роберт Зара
Роберт Зара (нім. Robert Sara, нар. 9 червня 1946) — австрійський футболіст, що грав на позиції захисника. По завершенні ігрової кар'єри — тренер.
Виступав, зокрема, за «Аустрію» (Відень), а також національну збірну Австрії.

## Клубна кар'єра
Народився 9 червня 1946 року. Вихованець футбольної школи клубу «Донау» (Відень).
1965 року Зара перейшов у «Аустрії» (Відень), в якій провів дев'ятнадцять сезонів, взявши участь у 571 матчі чемпіонату і ставши однією з найбільших легенд клубу. Більшість часу, проведеного у складі віденської «Аустрії», був основним гравцем захисту команди. За цей час вісім разів виборював титул чемпіона Австрії та 6 Кубків Австрії, а також як капітан зіграв у фіналі Кубку володарів кубків 1978 року, який австрійці програли 0:4 «Андерлехту».

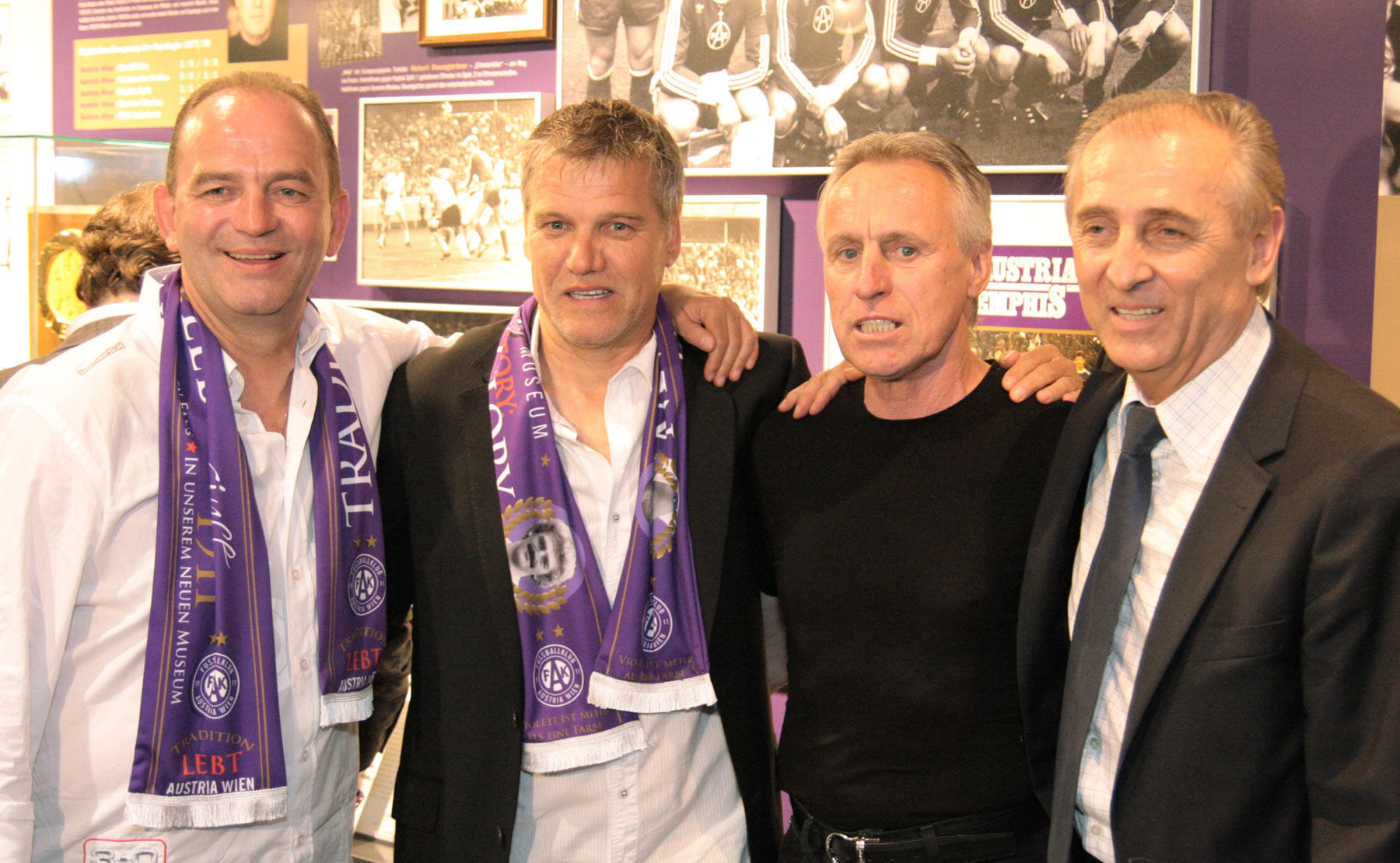
Легенди «Аустрії» Герберт Прохаска, Ернст Баумайстер, Роберт Зара і Томас Паріц (зліва направо) в клубному музеї. 2009 рік.

У сезоні 1984/85 Зара виступав за столичний «Фаворітнер», який не зумів врятувати від вильоту з вищого дивізіону, а завершив ігрову кар'єру у аматорській команді «Вінер АФ», за яку виступав протягом 1985—1988 років у Віденській лізі. Його 581 проведений матч у австрійській Бундеслізі є рекордом турніру і донині.

## Виступи за збірну
20 жовтня 1965 року дебютував в офіційних матчах у складі національної збірної Австрії в товариській грі проти Англії (3:2).
З 1976 року був капітаном збірної і й цьому статусі вийшов з командою на чемпіонат світу 1978 року в Аргентині, де зіграв у всіх шести іграх, а команда не подолала другий груповий етап.
Загалом протягом кар'єри у національній команді, яка тривала 15 років, провів у її формі 55 матчів, забивши 3 голи.

## Кар'єра тренера
Розпочав тренерську кар'єру невдовзі по завершенні кар'єри гравця, в листопаді 1988 року, тимчасово очоливши тренерський штаб клубу «Аустрія» (Відень) і керував нею протягом трьох матчів, а потім обійняв посаду помічника тренера, залишаючись на ній до 1998 року, коли він знову став тимчасовим головним тренером на 8 матчів.
З літа 2008 року він був помічником тренера резервної команди «Аустрії», залишаючись на посаді до середини березня 2019 року.

## Титули і досягнення
- Чемпіон Австрії (8):

«Аустрія» (Відень): 1968/69, 1969/70, 1975/76, 1977/78, 1978/79, 1979/80, 1980/81, 1983/84
- Володар Кубка Австрії (6):

«Аустрія» (Відень): 1966/67, 1970/71, 1973/74, 1976/77, 1979/80, 1981/82